# Clubiona boxaensis
Clubiona boxaensis is een spinnensoort uit de familie struikzakspinnen (Clubionidae).
De wetenschappelijke naam van de soort werd in 1992 gepubliceerd door Bijan Kumar Biswas & Kajal Biswas.